# Cabo de Peñas

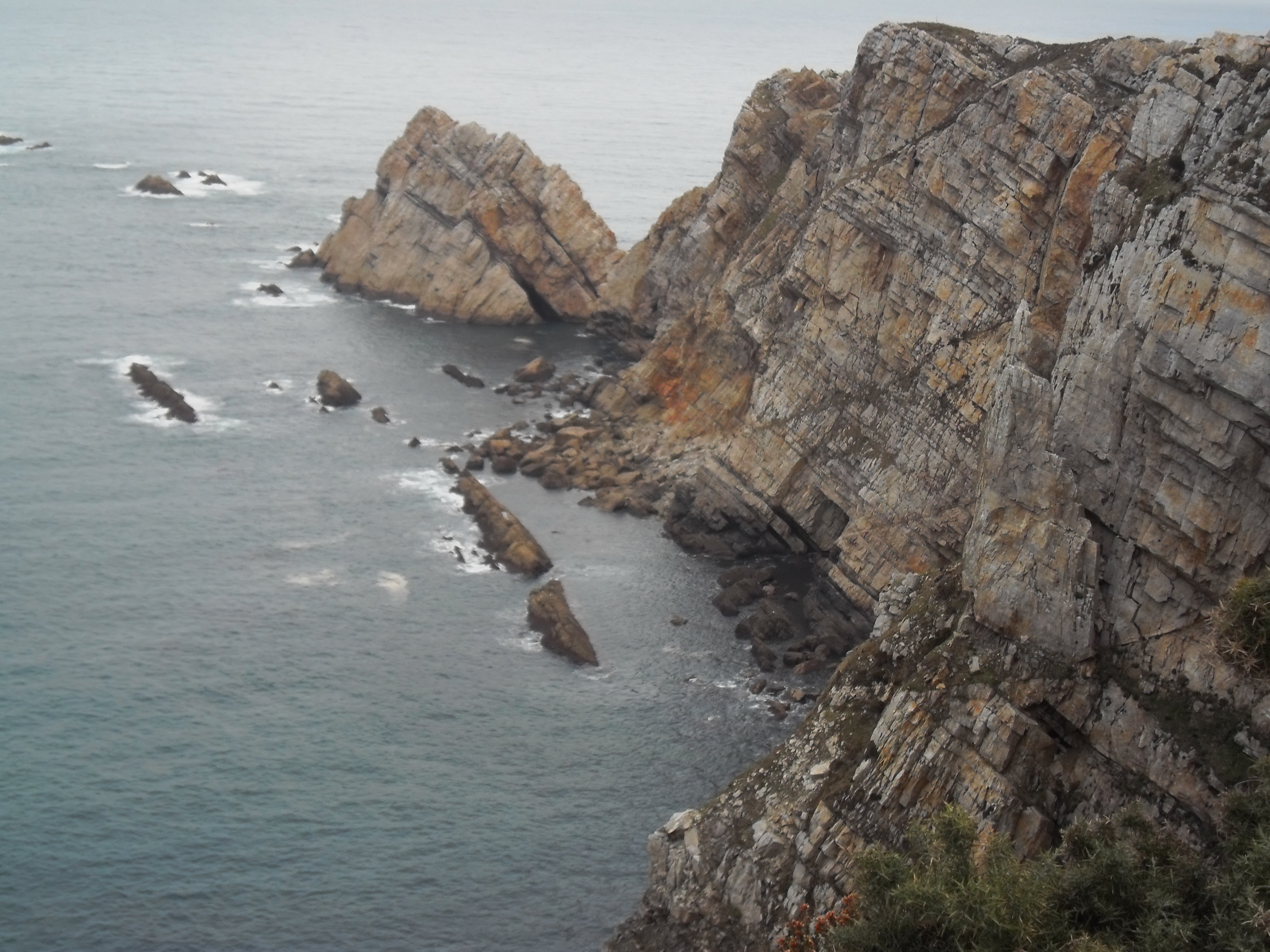
Blick auf das Kap

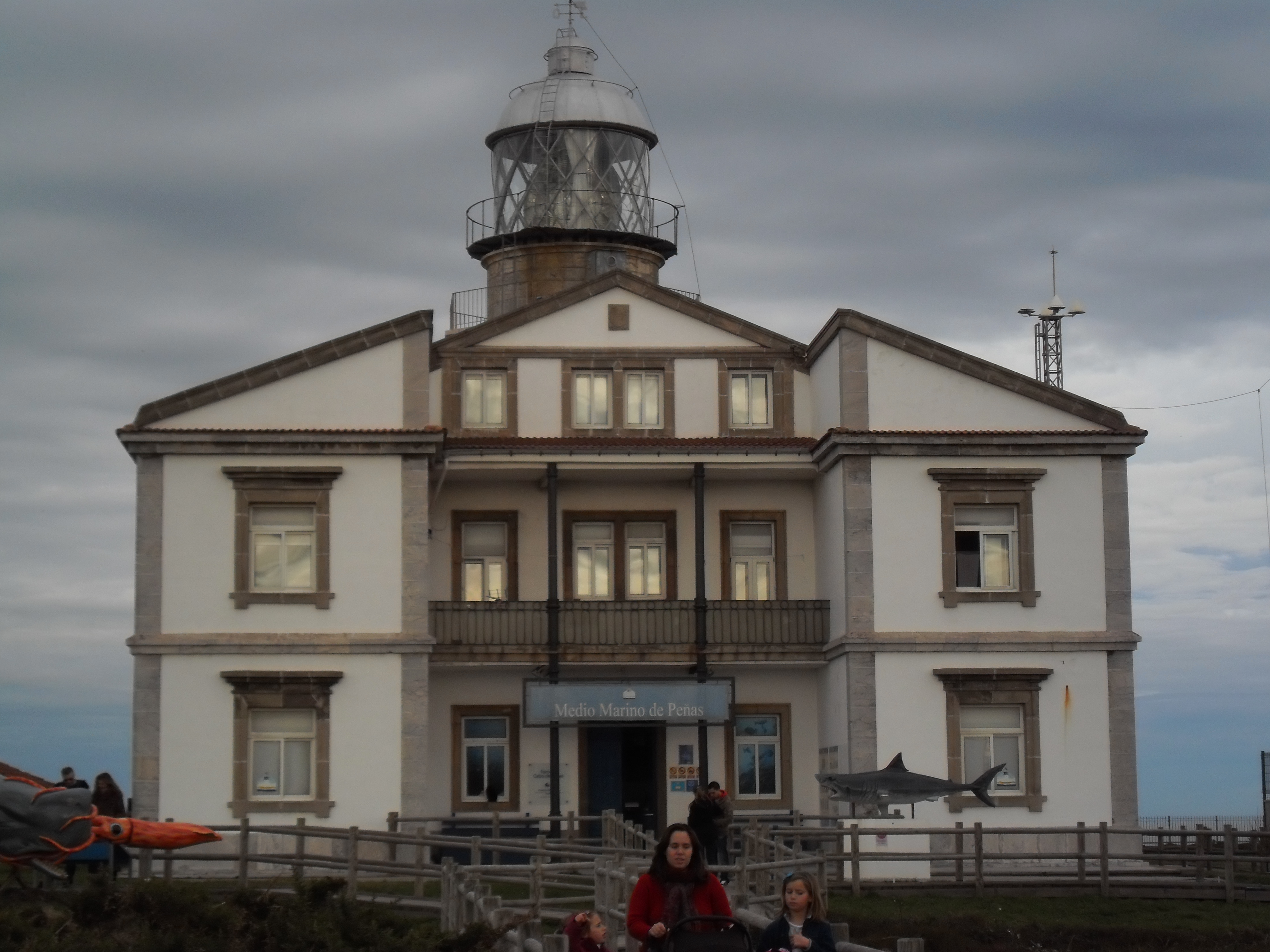
Der Leuchtturm am Cabo de Peñas

Hinweistafel am Cabo de Peñas

Das Cabo de Peñas (cabu Peñes auf Asturisch) ist eine Landzunge in Spanien, die in das Kantabrische Meer reicht und die nördlichste Spitze der autonomen Gemeinschaft Asturiens ist. Das Kap liegt im mittleren Bereich der asturischen Küste und wurde zur geschützten Landschaft erklärt. Rund um den nördlichsten Punkt liegen am Rande über 100 m hoher Klippen Fischerdörfer und exzellente Strände. Der 1852 errichtete Leuchtturm ist das Wahrzeichen. Von hier aus bietet sich ein exzellenter Blick auf die nahe gelegenen Buchten, etwa die von Sabín mit ihrem Sandstrand.